# Миллер, Фриц фон
Иоганн Йозеф Фриц фон Миллер (нем. Johann Joseph Fritz von Miller; 11 ноября 1840, Мюнхен — 30 декабря 1921, Мюнхен) — немецкий скульптор, бронзолитейщик и ювелир.

## Биография

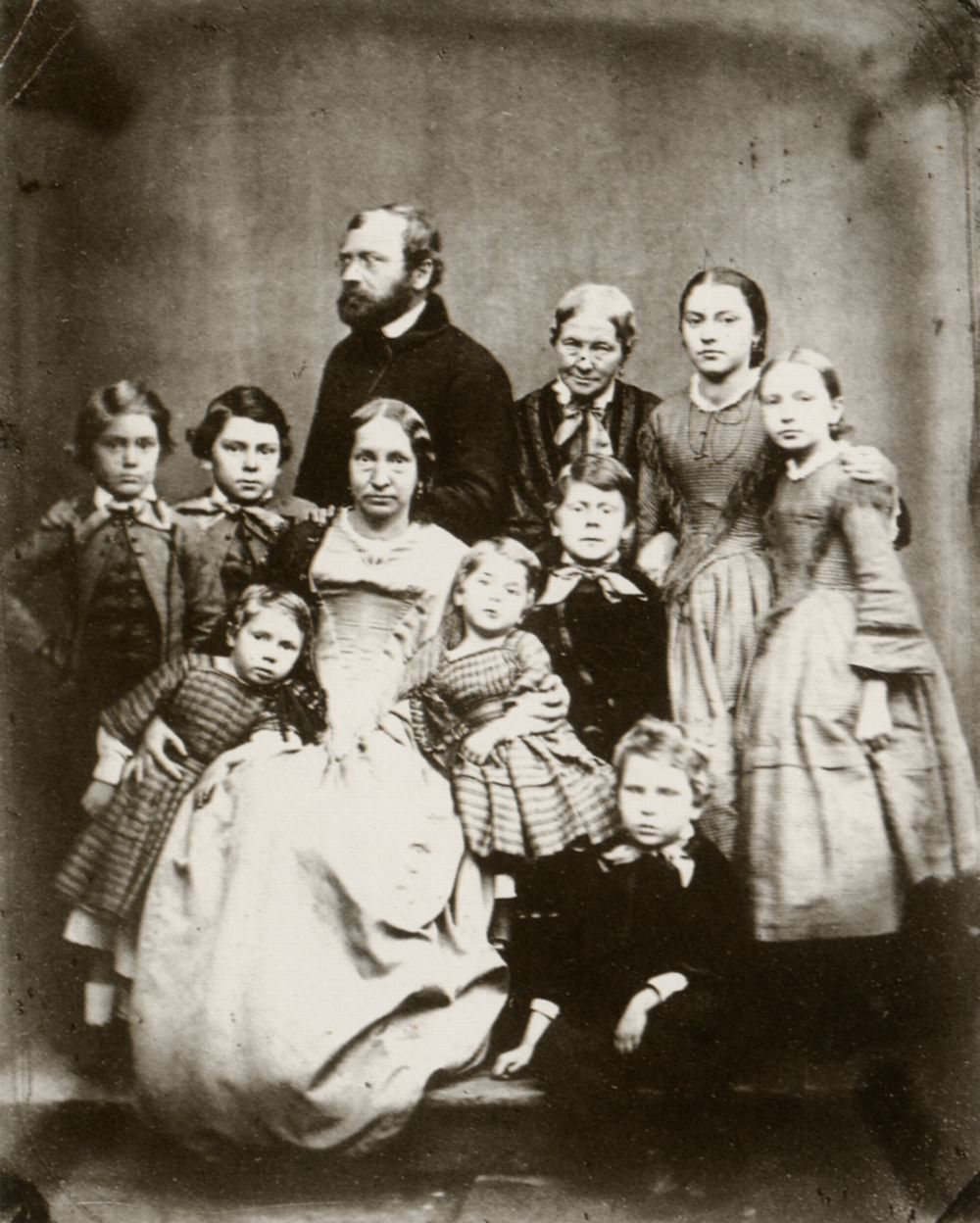
Семья Фердинанда фон Миллера. 1855

Фриц фон Миллер был одним из четырнадцати детей Фердинанда фон Миллера (1813—1887), скульптора-модельщика и бронзолитейщика, создателя статуи Баварии в центре Мюнхена. Среди его братьев были Фердинанд Фрейгер фон Миллер, Оскар фон Миллер и Вильгельм фон Миллер.
Фриц учился в Академии изобразительных искусств в Мюнхене и в Академии искусств в Берлине. Преподавал с 1868 по 1912 год в Королевской школе ремёсел (Königliche Kunstgewerbeschule) в Мюнхене. Фриц фон Миллер стал членом основанного в 1851 году Мюнхенского общества художественных ремёсел (Münchner Kunstgewerbeverein), в которое также входили Лоренц Гедон и Рудольф фон Зайтц.
Он изготавливал небольшие предметы домашнего обихода. Одним из его крупных проектов, над которым он трудился со своим братом Фердинандом, был «Фонтан Тайлера Дэвидсона», установленный в 1871 году в Цинциннати, штат Огайо, США. Фриц и Фердинанд финансово поддерживали своего брата, инженера-строителя Оскара фон Миллера, открывшего свою фирму в 1887 году.

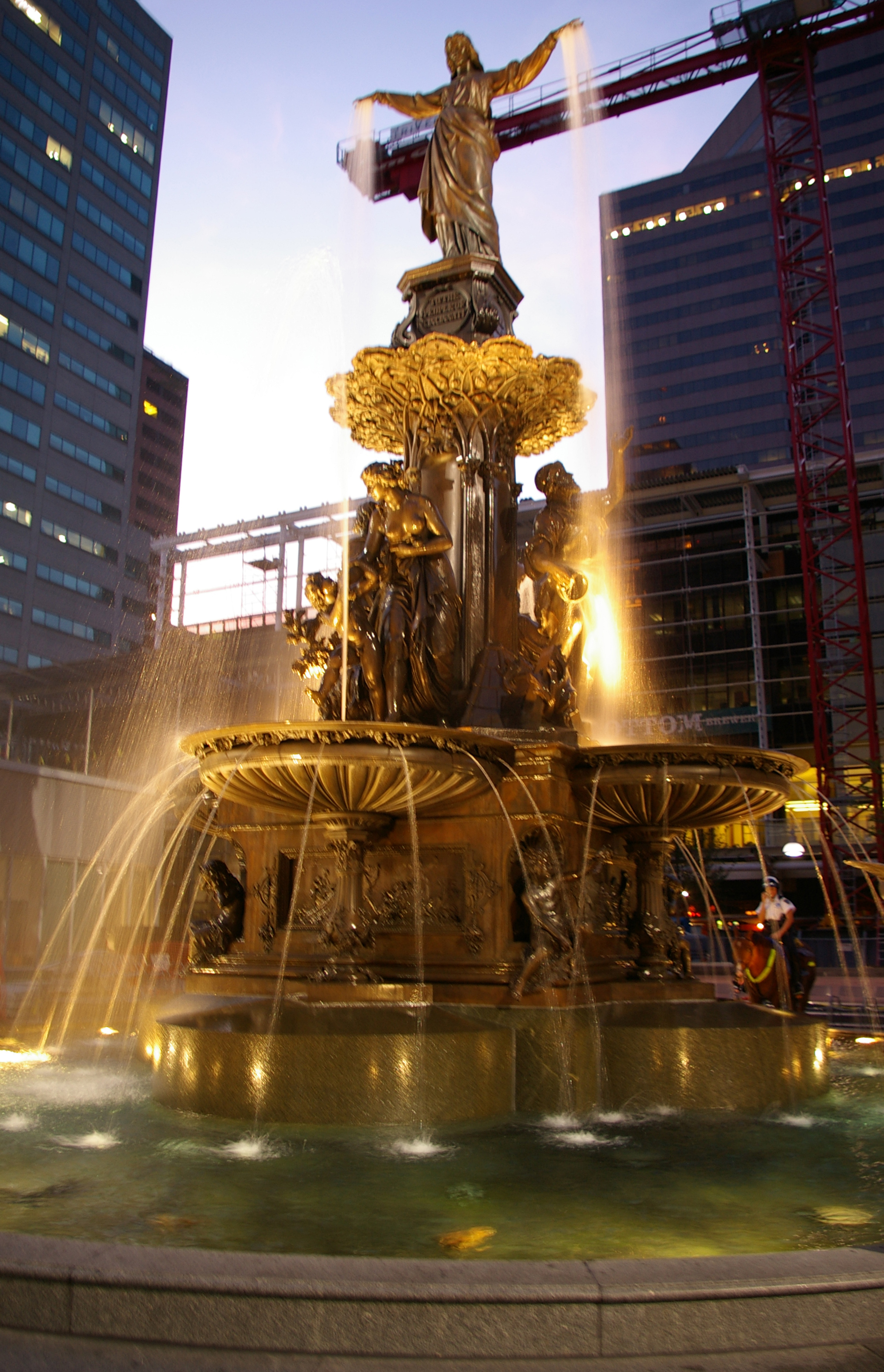
Фонтан Тайлера Дэвидсона в Цинциннати. 1871

В 1875 году Фриц фон Миллер женился на Розине Терезии Анне Зедльмайр, потомке пивовара Габриэля Зедльмайра. Благодаря этому браку в 1891 году он унаследовал значительное состояние.
В 1894 году Фриц фон Миллер приобрёл и отремонтировал усадьбу Кайнценхоф в Бад-Висзе (Бавария). В 1904 году участвовал в создании местного Общества церковного строительства. Его сын, архитектор Руперт фон Миллер разработал проект церкви Вознесения Пресвятой Девы Марии (Mariae Himmelfahrt), построенной в 1926 году.
Фриц также активно участвовал в работе церкви Святого Бенно в Нойхаузене (Neuhausen), пригороде Мюнхена, основанной в 1850 году его отцом. Церковь в неороманском стиле включает в себя капеллу семьи Миллеров, для которой сын Фрица Руперт создал скульптурный бюст деда.
Фриц фон Миллер был награждён Баварским орденом Максимилиана за достижения в науке и искусстве. Скончался в Мюнхене. В Бад-Висзе в его честь названа улица (Fritz-von-Miller-Weg), там же находится ещё одна мемориальная капелла семьи фон Миллеров, также в неороманском стиле. Фриц похоронен в семейной могиле на кладбище в Нойхаузене.